# K-L Schmaltz

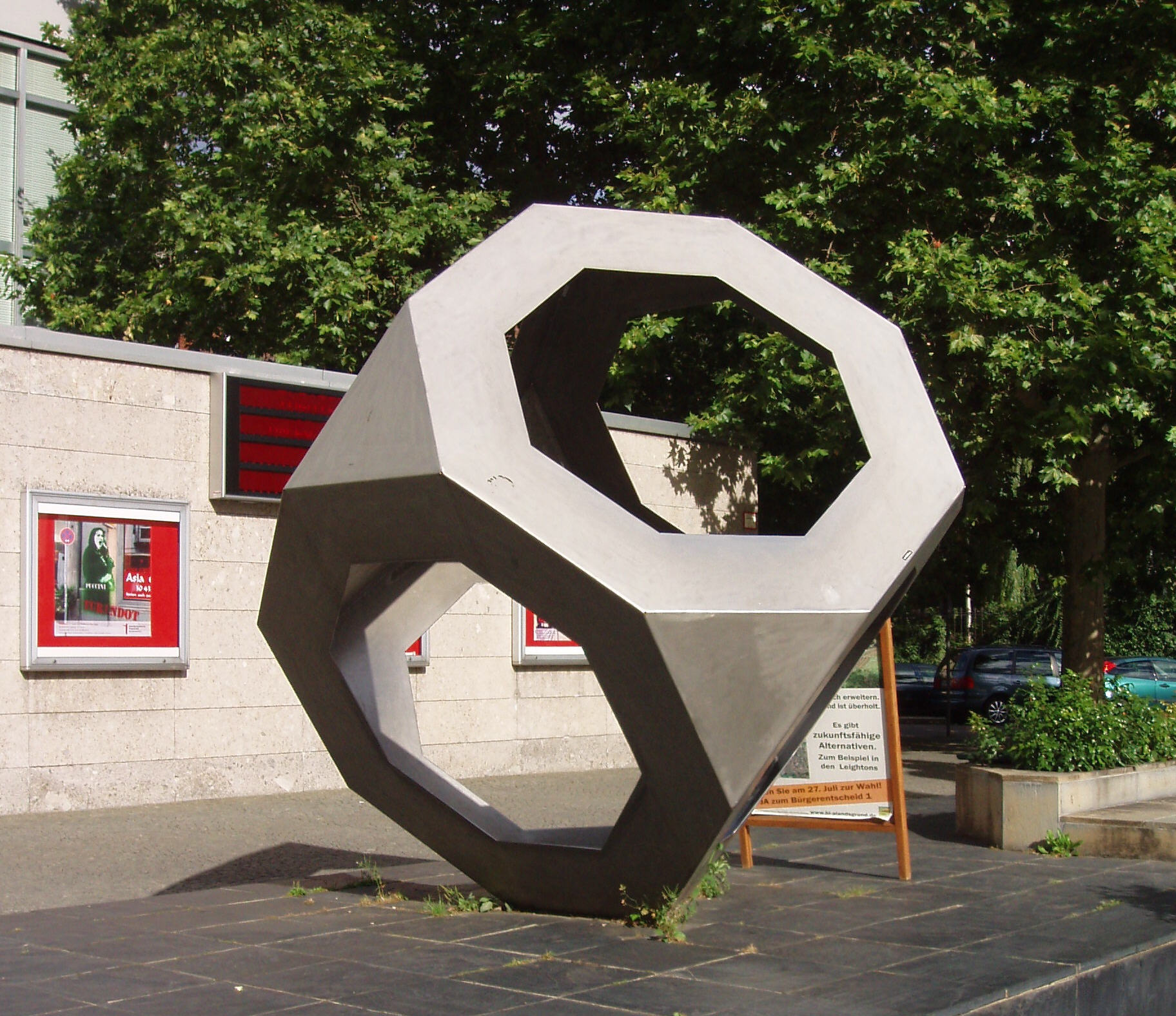
Skulptur Makrokern 170 in Würzburg

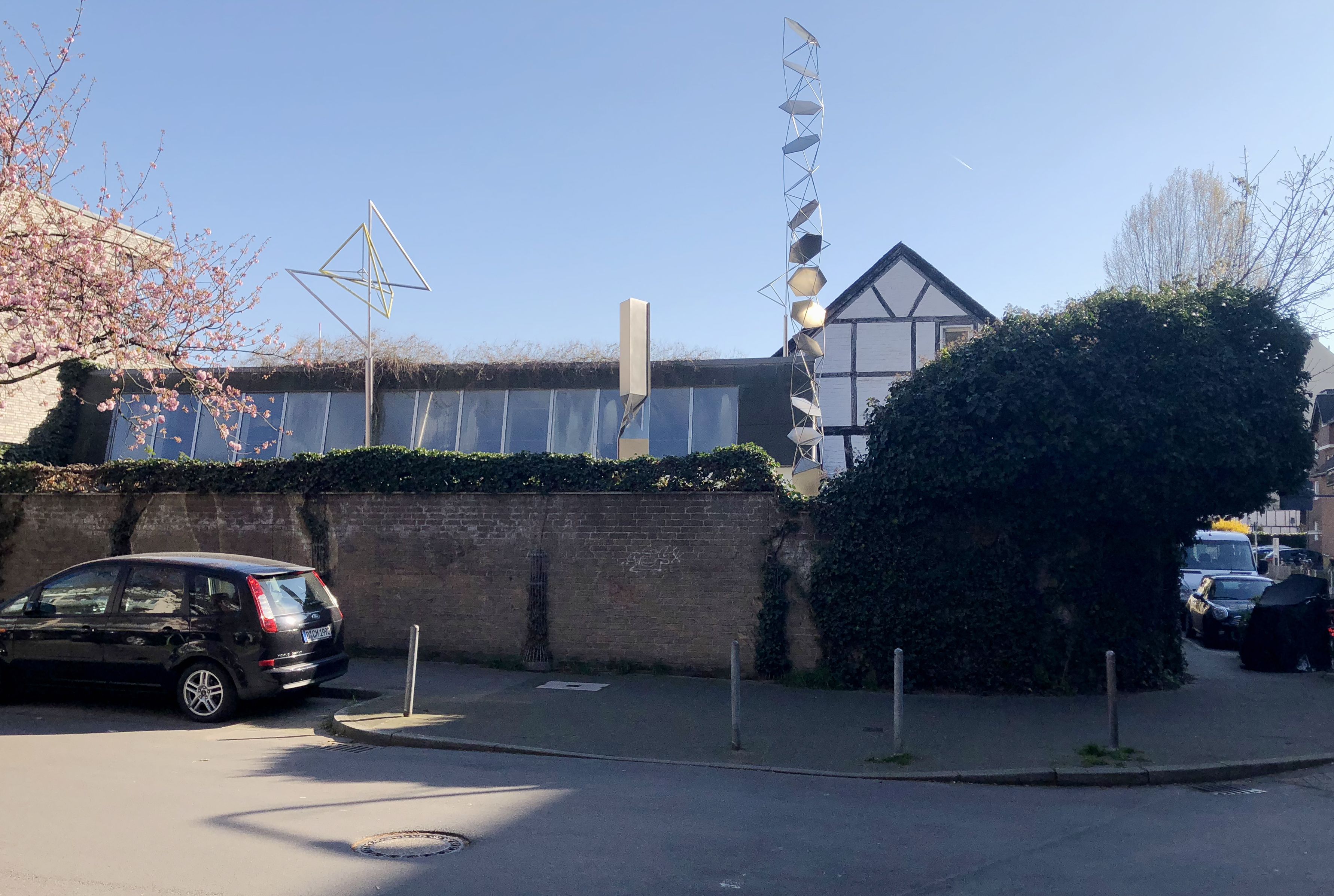
Atelierhaus Schmaltz in Düsseldorf-Oberkassel (2020)

K-L Schmaltz (* 1932 in Vellahn, Mecklenburg), eigentlich Karl-Ludwig Schmaltz, ist ein deutscher bildender Künstler.

## Leben
Schmaltz studierte ab 1951 an der Hochschule für bildende Künste in Hamburg bei Kurt Kranz, Willem Grimm und Fritz Winter und von 1954 bis 1955 in Ulm an der Hochschule für Gestaltung am Institut für Formforschung bei Max Bill. An diese Ausbildung schloss sich ein Studium der Architektur von 1955 bis 1962 an der TH Karlsruhe an. Dort machte Schmaltz sein Diplom bei Egon Eiermann, dessen freier Mitarbeiter er wurde. Von 1962 bis 1966 gehörte er zum Planungsteam der Ruhr-Universität Bochum. Seit 1967 arbeitet er freischaffend, seit 1968 ist er Mitglied im Deutschen Künstlerbund.
Seit 1962 lebt und arbeitet Schmaltz mit eigenem Atelier in Düsseldorf. Seine kinetischen Objekte überragen das historische Bauerngehöft an der Oberkasseler Straße 62 in Düsseldorf-Oberkassel. Verheiratet ist Schmaltz mit der Tapisserie-Künstlerin Gabriele Grosse (* 1942).

### Preise (Auswahl)
- 1967 Kunstpreis für Bildhauerei der Stadt Wolfsburg
- 1968 Karl Ernst Osthaus-Preis der Stadt Hagen
- 1969 Burda-Preis, München
- 1972–73 Industriestipendium des Kulturkreises der deutschen Wirtschaft im BDI
- 1983 Förderpreis der Gesellschaft für Computerkunst

### Ausstellungen (Auswahl)
Bei den mit «E» gekennzeichneten Ausstellungen handelte es sich um Einzelausstellungen.
Zu den mit «K» gekennzeichneten Ausstellungen erschien ein Katalog.
- 1967 Junge Stadt sieht junge Kunst, Museum WolfsburgK
- 1968 Junge deutsche Plastik, Wilhelm-Lehmbruck-Museum DuisburgK; Deutscher Künstlerbund, Kunsthalle NürnbergK; Plastik der Gegenwart, Pfalzgalerie KaiserslauternK; Galerie Porta WuppertalE; Kunstpavillon der Stadt SoestE
- 1970 40 Deutsche unter 40, Museen Oslo, Stavanger, Trondheim, Bergen, Helsinki, Turku, Tampere, Kunsthalle Recklinghausen und Kunsthalle BremenK
- 1972 Kunst an der Kiellinie, Kunsthalle zu KielK; Stadt und Skulptur, Stadt MarlK
- 1973 12. Biennale Middelheim, AntwerpenK
- 1975 X. Biennale Padua
- 1975 K-L Schmaltz: Energetische Objekte, Zeichnungen, Projekte 1967 - 1975. Kunstverein für die Rheinlande und Westfalen, Düsseldorf, Grabbeplatz, Kunsthalle, 27. Juni bis 31. August 1975E,K
- 1979 K-L Schmaltz: Zellkörper Galax K 324 – das grafische Netzwerk. Kunsthalle zu Kiel und Schleswig-Holsteinischer Kunstverein KielE,K
- 1982 Freilichtgalerie Ludwigsburg, Kunstverein und Stadt LudwigsburgE
- 1983 K-L Schmaltz: Energetische Prozesse, Städtisches Museum WeselE,K
- 1996 ZusammenKunst 3, Nassauischer Kunstverein, Wiesbaden
- 1998 K-L Schmaltz: Konstruktive Plastik, Skulptur in der Stadt und in der Rathausgalerie Langenfeld (Rheinland)E,K
- 2005 Allee des Windes, Landschaftspark Heilmannshof, KrefeldE
- 2006 Was ist Plastik? 100 Jahre – 100 Köpfe. Stiftung Wilhelm Lehmbruck Museum, Center of International Sculpture, Duisburg
- 2007 Skulpturen im Wind und am Wasser, Zweifallshammer im KalltalE,K

## Werk
Schmaltz entwickelte eine konstruktiv-stereometrische Kunst: „konstruktiv“ in dem Sinn, dass seinen Skulpturen ein rationaler Bauplan zugrunde liegt, „stereometrisch“ in dem Sinn, dass die Skulptur im Kleinen aus raum- und/oder flächengeometrischen, „kristallinen“ (Bau-)Elementen wie z. B. Quader, Tetraeder, regelmäßiges Sechseck oder Kreisscheibe zusammengesetzt ist und oftmals zudem auch im Großen die Gestalt eines stereometrischen Körpers annimmt.
Häufig entwickeln sich Schmaltz’ Skulpturen von „einem unsichtbaren Kraftpunkt, der Urmitte, heraus“. [K-L Schmaltz]
„Gleichsam parallelverschoben das Mysterium der natürlichen Wachstumsvorgänge nachzuvollziehen ist das beherrschende Thema in der Kunst von K-L Schmaltz.“ [Karl-Heinz Hering, Kunstverein für die Rheinlande und Westfalen, Düsseldorf]
Bei seinen Zellkörper-Stereomiden und Makro-Kuben (um 1970) aus Acrylglas sind die vielen, formidentischen Elemente entlang eines dreidimensionalen kristallinen Gitters angeordnet. Ein Blick in diese Ordnungsstruktur erscheint wie der Blick durch ein Mikroskop, und er scheint zu suggerieren, dass aller Materie auf mikroskopischer Ebene eine kosmische Ordnung zugrunde liegt.
«Schmaltz nutzt [...] die Werkstoffe, die das technische Zeitalter bereithält, neben Stahl und Aluminium besonders Kunststoff und Acrylglas [...]. Dabei geht mit der exakten Konstruktion stets ein Höchstmaß an Immaterialisierung konform. So präzis alles gebaut scheint – die Stereometrie wird durchsichtig, mitunter sogar kinetisch bewegt. Das Körperhafte erscheint transparent, aufgelöst in Klarheit, Reinheit, Ebenmaß.» [Heinz Ohff 1975]
Schmaltz erhielt zahlreiche Aufträge für Skulpturen im Raum der Architektur. «Eine Trennung zwischen Architektur und Plastik [...] scheint mir für seine Person unsinnig. In all seinen Arbeiten ist die Tektonik, das Raumgefüge, elementar vorhanden», so Heinrich Gillis Görtz bei der Vernissage der Ausstellung Allee des Windes 2005 in Krefeld.
Etliche seiner Skulpturen sind kinetisch. Schmaltz' Makrokern 170 in Würzburg galt als erste kinetische Großplastik in der Bundesrepublik Deutschland, doch sind die beweglichen Teile im Inneren des Würfelstumpfs mittlerweile verschwunden. Auch sein Pendant in Hannover, der Makrokern 1290, hatte schon unter unsachgemäßer Behandlung zu leiden und wurde als Mülleimer missbraucht. Eine Kunstkommission riet deshalb, dieses Kunstwerk möglichst rasch zu entfernen.

### Sammlungen (Auswahl)
- Leopold-Hoesch-Museum, Düren
- Karl-Ernst-Osthaus-Museum Hagen
- Kunstmuseum Düsseldorf
- Kunsthalle Hamburg
- Wilhelm-Lehmbruck Museum, Duisburg
- Kunsthalle Nürnberg
- Kröller-Müller Museum, Otterlo
- Kunstmuseum der Stadt Wolfsburg

### Arbeiten im öffentlichen Raum (Auswahl)
Viele von Schmaltz' Kunstwerken sind im öffentlichen Raum aufgestellt.
- 1970 Makrokern 170. Kinetisch, vor dem Stadttheater, Würzburg
- 1971 Makrokern 1290. Hannover (zurzeit im Depot)[10]
- 1971 Oktaeder-Kubus. Kiryat-Tivon-Park, Braunschweig
- 1973 Raumzeichen alpha. 2,55 × 1,40 × 1 m, Auftraggeber: Städtisches Hochbauamt, Grundschule Emst, Karl-Ernst-Osthaus-Str. 60, Hagen
- 1974 Makrokern. 3,40 × 3,20 × 2,80 m, Auftraggeber: Städtisches Hochbauamt, Fritz-Steinhoff-Schule, Am Bügel 20, Hagen
- 1974 Makrokern Bonn. Carl-von-Ossietzky-Gymnasium (Bonn), Auftraggeber: Land Nordrhein-Westfalen
- 1975 Makrokern 375. Klinikum der Universität Kiel, seit Juni 2015: RBZ-Wirtschaft-Kiel, Kiel
- 1976 Raumzeichen LZB. Landeszentralbank BW, Stuttgart[11]
- 1977 Makrokern 177. BHW Hameln
- 1978 Makrokern 277. Technisches Rathaus, Düsseldorf
- 1978 Stereomidenstele alpha. Dschidda, Saudi-Arabien
- 1979 Gezeitenboje. Ein Polyeder aus Aluminium, Duisburger Bertasee
- 1983 Wasserstele Bottrop. Finanzamt Bottrop
- 1988 Himmelspyramide alpha. Stuttgart[12]
- 1994 Stadtzeichen Oberkassel. 4,1 m hoch, Edelstahl. Standort: Luegplatz, Düsseldorf-Oberkassel[13]
- 1994 Pyramiden der vier Winde. 5,4 m hoch, Edelstahl, kinetisch. Standort: Schwietzkestraße, Düsseldorf[14]
- 1997 Fliehpyramide der vier Winde. Amtsgericht Langenfeld[15]
- 2003 Kernpyramide des Windes. Edelstahl, 5,90 m hoch, windkinetisch. Standort: Fußgängerzone, Weinstr., Bad Hersfeld
- 2004 Wendelstele des Lichts. Edelstahl, 7,00 m hoch, lichtkinetisch. Standort: Fußgängerzone, Breitenstr., Bad Hersfeld

## Abbildungen

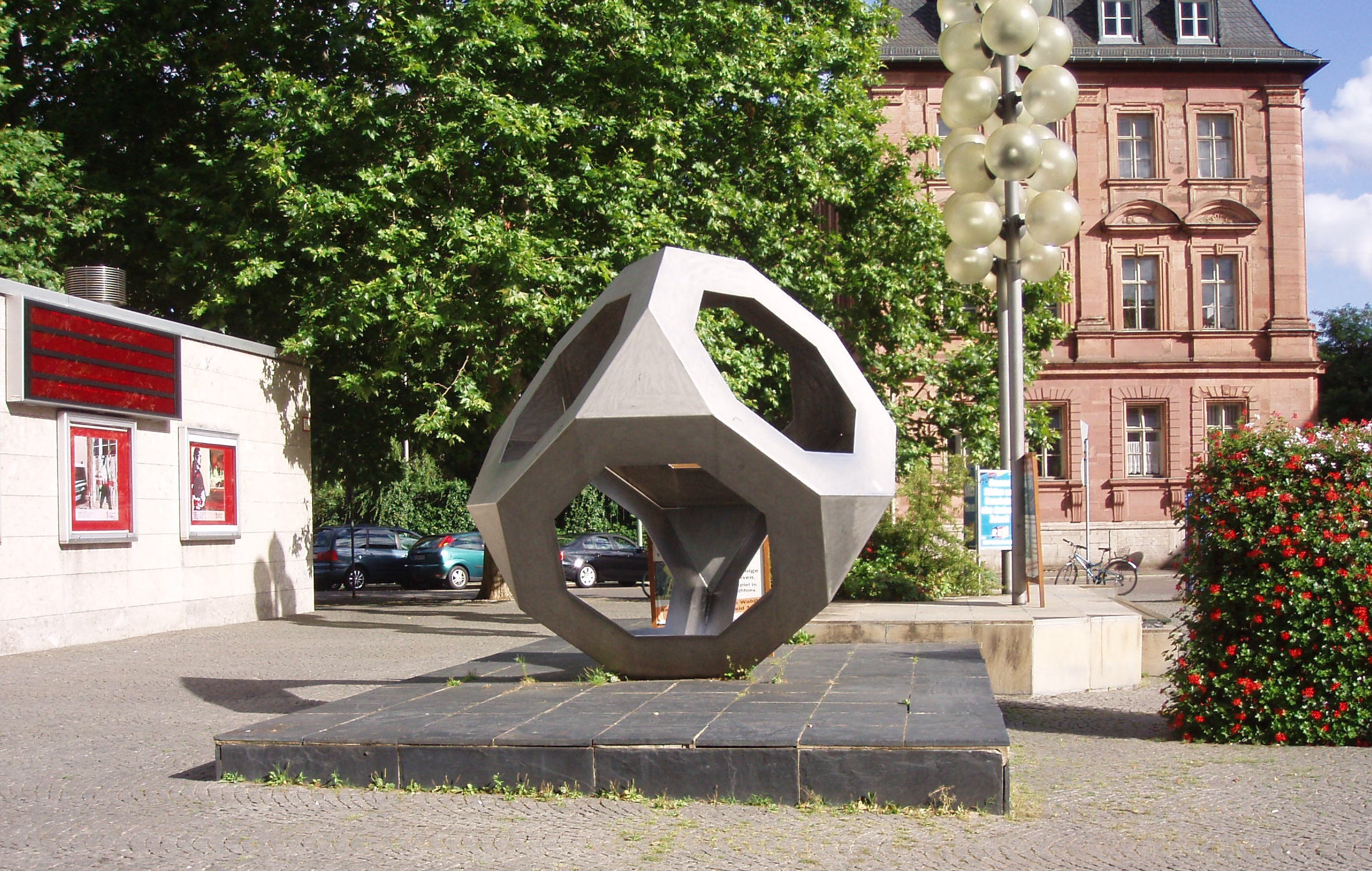
Makrokern 170 (1970). Würzburg
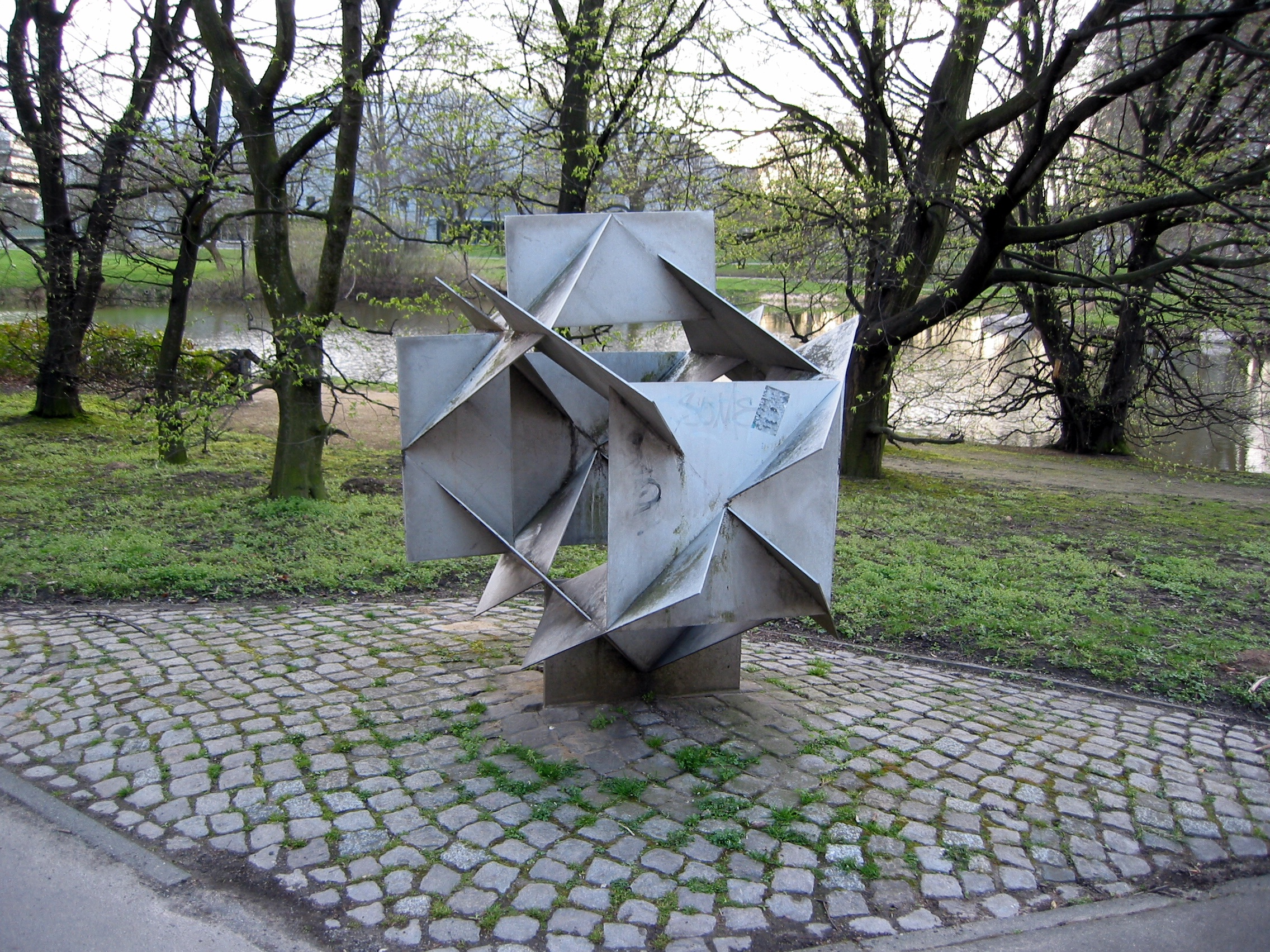
Oktaeder-Kubus (1971). Kiryat-Tivon-Park, Braunschweig
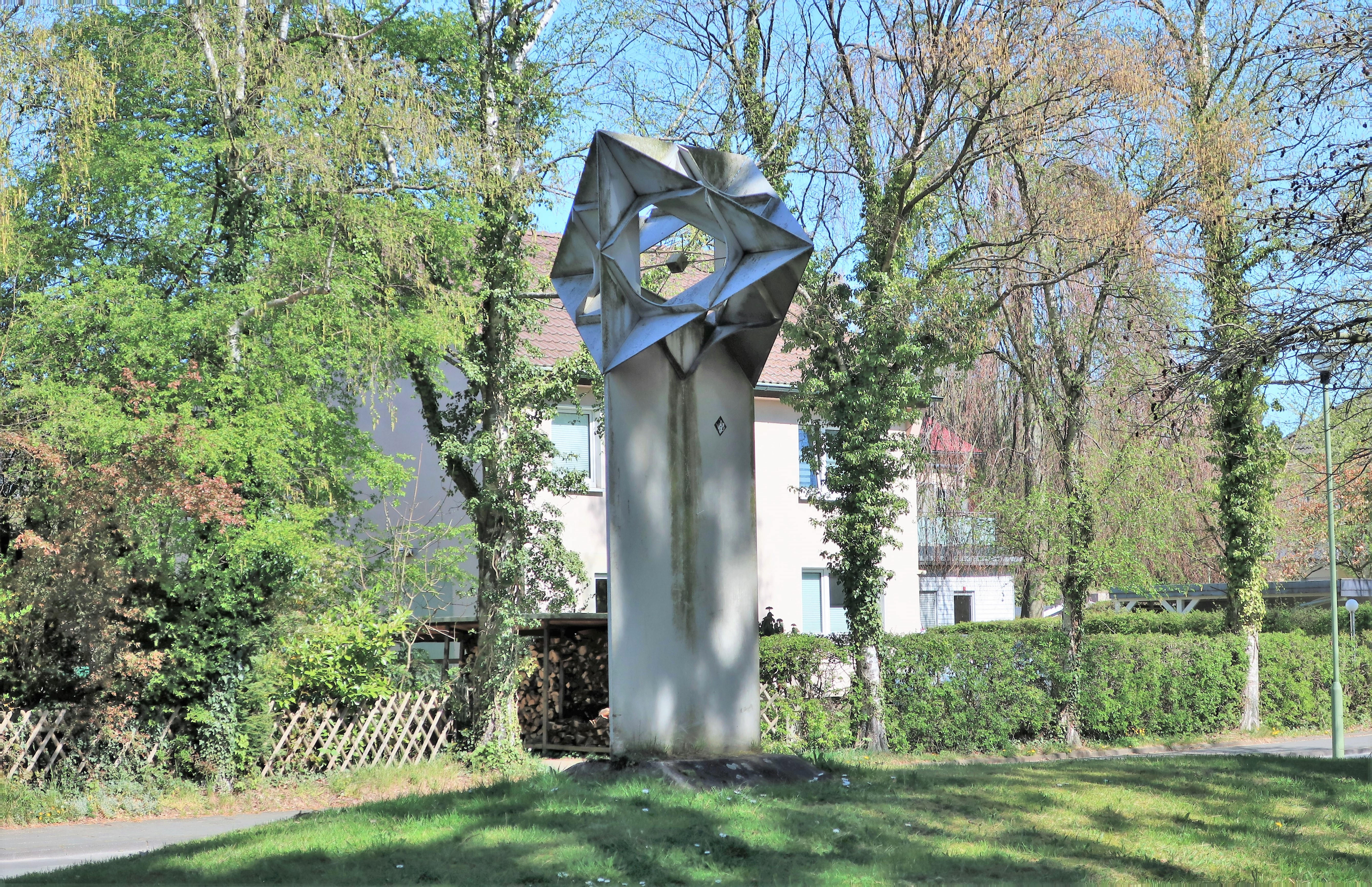
Raumzeichen alpha (1973). Hagen-Emst
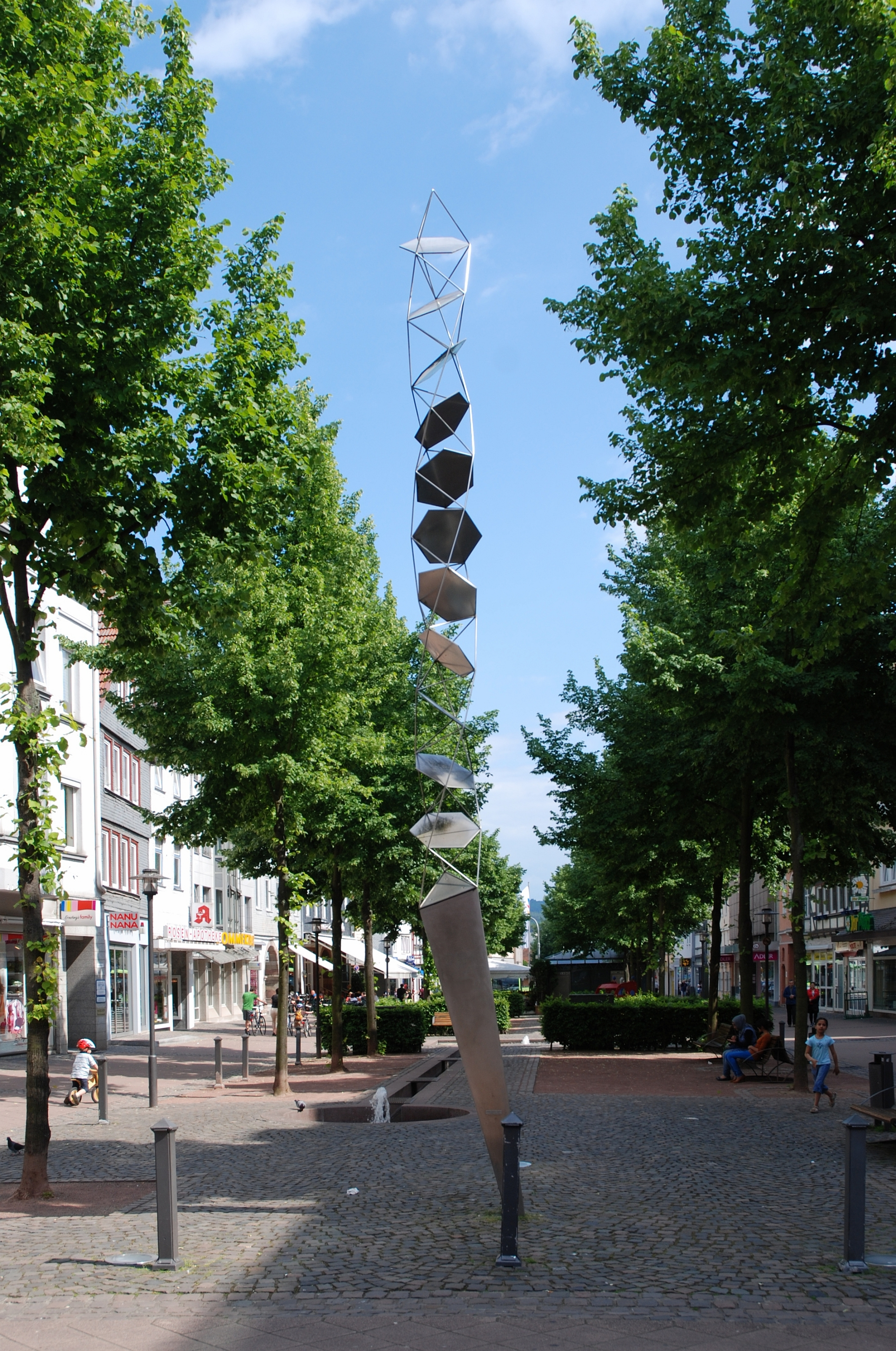
Wendelstele des Lichts (2004). Bad Hersfeld
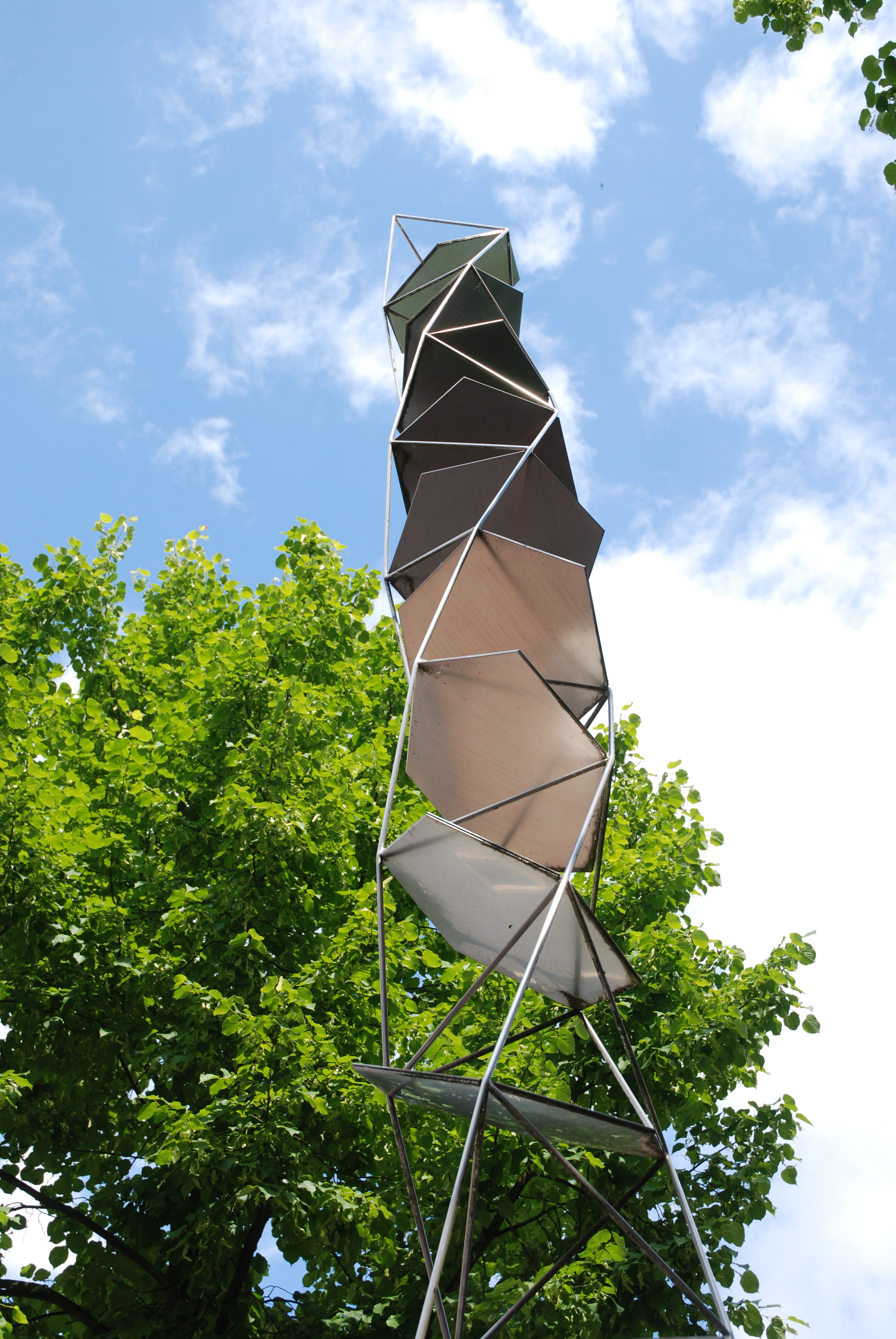
Wendelstele des Lichts (Detail)
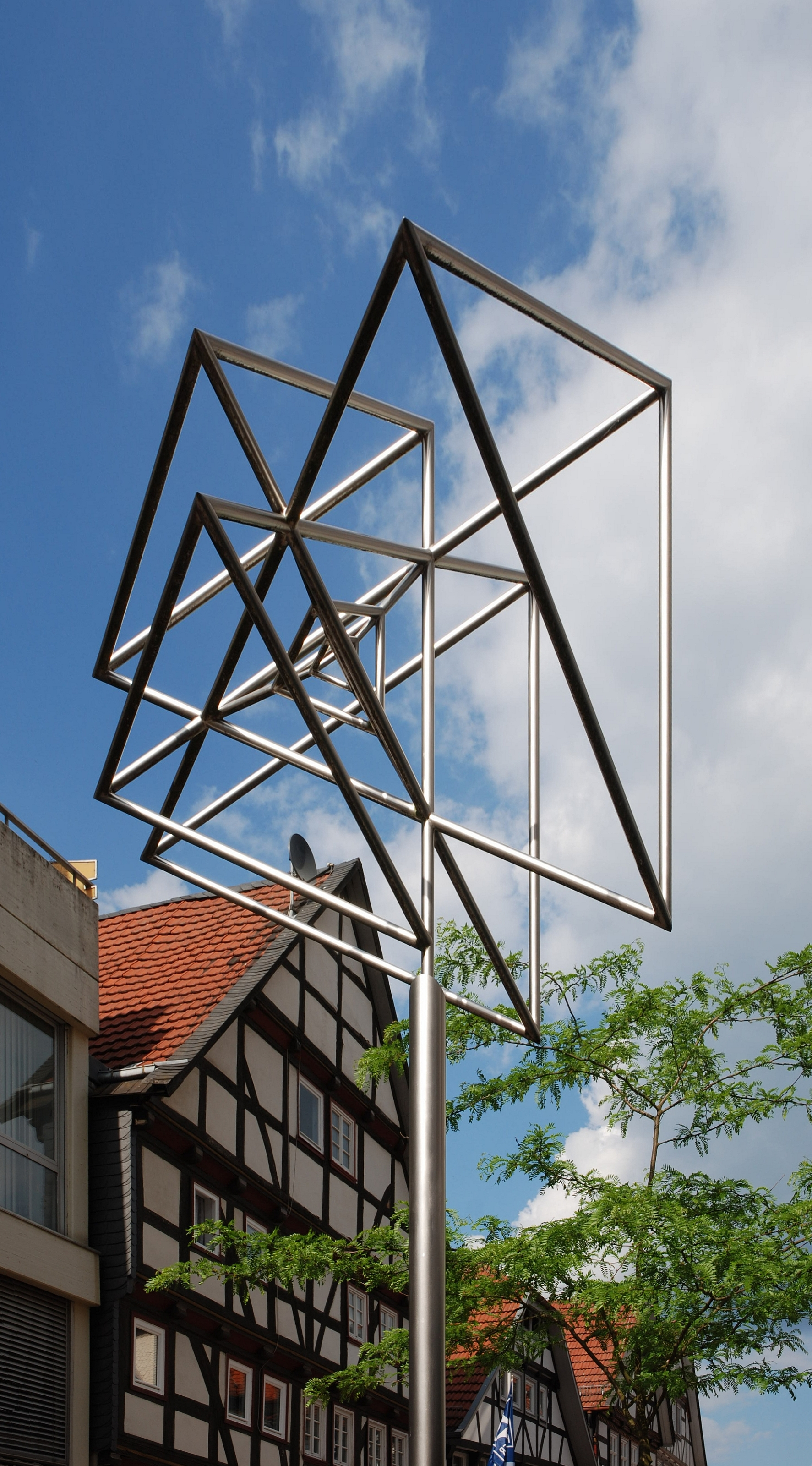
Kernpyramide des Windes (2003). Bad Hersfeld